# Temple protestant de Nérac
Le temple protestant de Nerac est un édifice religieux situé 35 bis allée d'Albret, entre les rues Clément Marot, Jean Calvin et Théodore de Bèze à Nérac, en Lot-et-Garonne. La paroisse est membre de l'Église protestante unie de France.

## Histoire
Le château de Nérac, est un haut de lieu de mémoire de la Réforme protestante en France. Il appartient à la reine de Navarre Marguerite de Valois-Angoulême, sœur ainée de François Ier, qui y tient sa cour et y attire humanistes de la Renaissance française et réformateurs,. Il passe ensuite à sa fille Jeanne d'Albret, calviniste convaincue. Le traité de Nérac y est signé en 1579 pour mettre fin aux guerres de Religion en France. A la fin du siècle, pratiquement toute la population de Nérac est protestante. Le premier temple protestant est situé sur l'actuelle place Aristide Briand. Il est détruit en 1682, trois ans avant l'édit de Fontainebleau révoquant l'édit de Nantes.
Durant la Révolution française, les ordres religieux catholiques sont expulsés, et la minorité protestants louent à partir de 1808 la chapelle des Clarisses. En 1845, les sœurs de l'hospice en reprennent possession. 
Entre 1852 et 1858 est construit un nouvel édifice, sur les plans de l'architecte de Paris et protestant Victor Baltard. L'architecte d'Agen Gustave Bourières surveille les travaux. Le pasteur est alors Cabos.
En 2013, la paroisse de Nérac Albret-Armagnac accueille le premier synode régional du Sud-Ouest de l'Église protestante unie de France, rassemblant les anciennes Église réformée de France et Église évangélique luthérienne de France,. Le temple est inscrit comme monument historique le 9 juillet 2021.

## Architecture

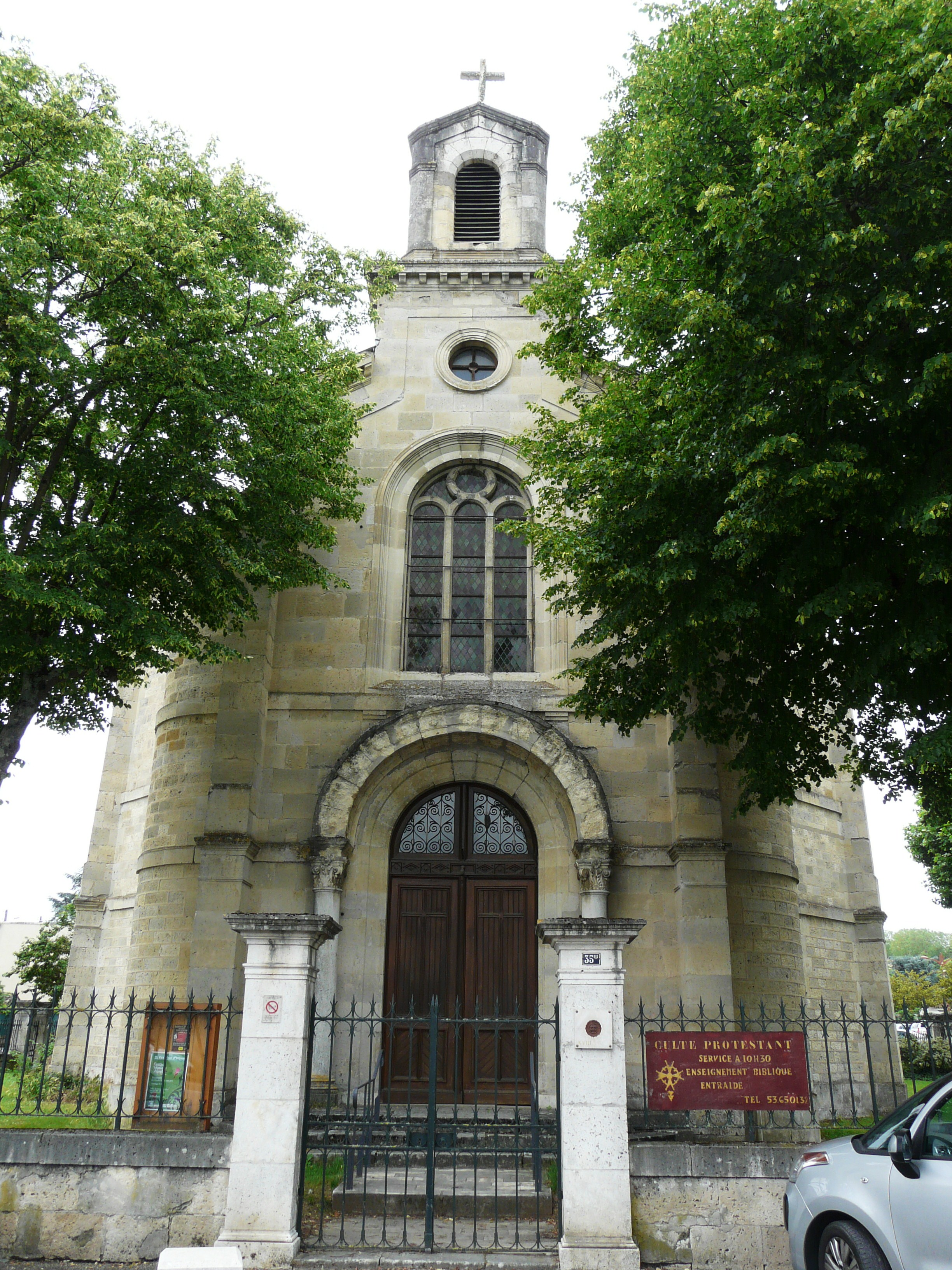
Portail du temple de Nérac

Le temple s'inspire d'un dessin du temple protestant de La Rochelle d'avant la Révocation. Le temple protestant du Saint-Esprit de Paris, rue Roquépine, construit sous la direction de Baltard et inauguré en 1865 est inspiré de celui de Nérac (plan octogonal, campanile). Construit en pierre de taille sur une forme octogonale, le volume centré permet une bonne acoustique au service de la prédication sur la Bible.